# Capistrano de Abreu
João Capistrano Honório de Abreu (Maranguape, 23 oktober 1853 - Rio de Janeiro, 13 augustus 1927) was een Braziliaans historicus. Hij hield zich vooral bezig met de koloniale geschiedenis van Brazilië. Zijn boek Capítulos de História Colonial (1907) is tot op de dag van vandaag een standaardwerk.

## Werken
- Estudo sobre Raimundo da Rocha Lima (1878)
- José de Alencar (1878)
- A língua dos Bacaeris (1897)
- Capítulos de História Colonial (1907)
- Dois documentos sobre Caxinauás (1911–1912)
- Os Caminhos Antigos e o Povoamento do Brasil (1930)
- O Descobrimento do Brasil (1883)
- Ensaios e Estudos (1931–33, post mortem)
- Correspondência (1954, post mortem)